# Fischermätteli
Das Fischermätteli ist ein Quartier der Stadt Bern. Es gehört zu den 2011 bernweit festgelegten 114 gebräuchlichen Quartieren und liegt im Stadtteil III Mattenhof-Weissenbühl, dort im statistischen Bezirk Holligen. Angrenzende Quartiere sind Ausserholligen, Holligen (das kleinere gebräuchliche Quartier), Mattenhof, Hardegg/Weissenstein und der Könizbergwald. Im Süden bildet es die Stadtgrenze zu Köniz. Der Name bezieht sich auf die Berner Familie von Fischer, die hier begütert war.
Im Jahr 2022 wurden 948 Einwohner angegeben, davon 689 Schweizer und 259 Ausländer.
Die Wohnbebauung besteht aus einzeln stehenden Ein- und Mehrfamilienhäusern sowie einigen Wohnblöcken an der Könizstrasse. Das Wohn- und Pflegezentrum Tertianum bietet 21 Wohnungen und 75 Pflegezimmer sowie eine Wohngruppe für Demenzkranke. Die Sportanlage Fischermätteli umfasst eine Turnhalle und einen Aussenbereich mit Hartplatz, Rasenspielfeld sowie Hoch- und Weitsprunganlage.

## Verkehr
Im Fischermätteli befindet sich die Endstation der Linie 6 der Strassenbahn Bern, die als Durchmesserlinie über den Bahnhof Bern nach Worb Dorf verkehrt. Die Buslinien 17 und 31 fungieren als Zubringer zu Bahn und Strassenbahn Richtung Zentrum.